# سویرتسه (لسکوواتس)
سویرتسه (به صربی: Svirce) یک منطقهٔ مسکونی در صربستان است که در لسکواس واقع شده‌است. سویرتسه ۴۳۶ نفر جمعیت دارد.